# 모치즈키 사토루
모치즈키 사토루(일본어: 望月 聡, 1964년 5월 18일 ~ )는 일본의 전직 축구 선수이자 현 축구 지도자로 현재 인도네시아 여자 축구 국가대표팀의 사령탑을 맡고 있으며 현역 시절 NKK SC, 우라와 레즈, 교토 상가 등에서 미드필더 겸 공격수로 활약했다.

## 통계
| 일본 | 일본 | 일본 |
| 연도 | 출전 | 득점 |
| ---- | ---- | ---- |
| 1988 | 3    | 0    |
| 1989 | 4    | 0    |
| 통산 | 7    | 0    |

## 대회 성적

### 클럽 (선수)
NKK SC
- 일본 사커 리그 디비전 1 : 준우승 (1987-88)
- 일본 사커 리그 디비전 2 : 4위 (1991-92)
- JSL컵 : 우승 (1987)

우라와 레즈
- 천황배 : 4강 (1992)

교토 상가
- 재팬 풋볼 리그 : 준우승 (1995)

### 국가대표팀 (지도자)
일본 (수석 코치)
- AFC 여자 아시안컵 : 3위 (2008, 2010)
- FIFA 여자 월드컵 : 우승 (2011)

 일본
- 하계 유니버시아드 : 은메달 (2017), 동메달 (2015)

 인도네시아
- 아세안 위민스컵 : 우승 (2024)